# Platynus dissectus
Platynus dissectus är en skalbaggsart som beskrevs av Leconte 1863. Platynus dissectus ingår i släktet Platynus och familjen jordlöpare. Inga underarter finns listade i Catalogue of Life.